# Xavier Blond (rugby à XV)
Pour les articles homonymes, voir Xavier Blond et Blond.
Pas d'image ? Cliquez ici

a Compétitions nationales et continentales officielles uniquement.

b Matchs officiels uniquement.
Xavier Blond, né le 28 août 1967 à Lagny-sur-Marne (Seine-et-Marne), est un joueur et entraîneur français de rugby à XV.

## Biographie
Formé dans le club de sa ville de naissance, l'AS Lagny Rugby, Xavier Blond évoluait au poste de troisième ligne (1,90 m pour 99 kg). 
Cet international français de rugby à XV joue avec le Racing Club de France puis le Stade français.
Avec le Racing, il devient champion de France en 1990, après avoir battu successivement Grenoble en quart sur un essai refusé à tort aux alpins,, le Stade toulousain 21-14 comme 3 ans plus tôt en demi-finale puis le SU Agen en finale (22-12 après prolongations).
Le Racing était alors emmené par une génération exceptionnelle avec notamment Franck Mesnel, Jean-Baptiste Lafond, Philippe Guillard, Laurent Bénézech ou Éric Blanc.
Il a disputé la coupe d'Europe avec le Stade français en 1998-1999, et le Challenge européen en 1997-1998. Au total, il a joué 8 matchs en compétitions européennes.
Après sa carrière de joueur, il entraîne différents clubs (le PUC, La Teste, Meaux, Salles). En juin 2006, il devient l'entraîneur en chef du Stade domontois, club du Val-d'Oise (Fédérale 1). Il s'engage ensuite avec l'AS Le Bugue-Le Buisson (Fédérale 1), club de la Dordogne, en 2008. En 2010, il devient l'entraîneur du Rugby club bassin d'Arcachon et y reste 4 saisons.
De 2017 à 2019, il entraîne le Sanguinet Athletic Club. En 2019, il est nommé manager de l'US Salles rugby.
En 2019, il devient également cadre technique de club au sein de la Ligue régionale Nouvelle-Aquitaine de rugby.

## Carrière

### Clubs successifs
- AS Lagny Rugby
- Racing club de France
- Stade français Paris

### En équipe nationale
Titulaire pendant le Tournoi des cinq nations 1991, il a disputé au total six matches sous le maillot de l'équipe de France (1 en 1990, 4 en 1991, 1 en 1994). Son premier test match date du 30 juin 1990 contre l'équipe d'Australie, le dernier du 3 juillet 1994 contre l'équipe de Nouvelle-Zélande.

### Avec les Barbarians
Le 1er novembre 1995, il est invité avec les Barbarians français pour jouer contre la Nouvelle-Zélande à Toulon. Les Baa-Baas s'inclinent 19 à 34. Le 15 octobre 1997, il joue de nouveau avec les Barbarians français contre le Lansdowne RFC à Dublin. Les Baa-Baas s'imposent 31 à 24.

### Palmarès
- Avec le Racing :
  - 1987 : Vice-champion de France
  - 1990 : Champion de France

- Avec le Stade français Paris :
  - 1998 : Champion de France
  - 1998 : Finaliste de la Coupe de France
  - 1999 : Vainqueur de la Coupe de France